# Palanques
Palanques es un pequeño municipio de la Comunidad Valenciana, España. Situado en la provincia de Castellón, en la comarca de Los Puertos de Morella. Cuenta con 34 habitantes (INE 2020).
También es un apellido que proviene de un caballero de la época medieval:
Guillén de Palanques
Guillén de Palanques fue un caballero aragonés del siglo XIII, presuntamente vinculado a la nobleza menor, que según la tradición familiar, participó activamente en la conquista de Morella y otras plazas del norte del Reino de Valencia bajo el mando de Jaime I el Conquistador. Su figura es considerada clave en el origen del apellido Palanques, especialmente en la comarca de Els Ports, en la actual provincia de Castellón.
Origen y contexto
Guillén habría nacido en torno al año 1205 en el Reino de Aragón, posiblemente en tierras fronterizas de Teruel. Su apellido estaría relacionado etimológicamente con el término “palanca” (pasarela o puente rústico), lo que podría aludir a una función estratégica militar o a una ubicación geográfica.
Participación en la Reconquista
Durante la campaña de Jaime I para la expansión del Reino de Aragón hacia el sur, Guillén de Palanques habría sido uno de los caballeros que se unieron a la expedición en la conquista de Morella en 1232. Según crónicas locales no oficiales y tradiciones orales, jugó un papel destacado en el asedio a la fortaleza, liderando un contingente de soldados y utilizando su conocimiento del terreno montañoso para facilitar el avance de las tropas aragonesas.
En recompensa por sus servicios, Jaime I le habría concedido tierras en la zona que hoy comprende el municipio de Palanques, que habría adoptado su nombre en honor a él o a su linaje.
Legado y linaje
Guillén de Palanques sería considerado el antecesor del linaje Palanques, apellido que se mantuvo en la región a lo largo de los siglos. Aunque no existen documentos fehacientes que certifiquen su genealogía directa, algunas familias actuales que llevan este apellido se consideran descendientes suyos, basándose en tradiciones familiares transmitidas oralmente.
Su figura ha sido objeto de interés por parte de estudios genealógicos y heráldicos en la Comunidad Valenciana y Aragón, y su nombre ha aparecido ocasionalmente en investigaciones sobre los orígenes de los apellidos toponímicos de la zona.

## Geografía
Situado en una comarca montañosa en las cercanías del río Bergantes en el sector noroeste de la comarca de Los Puertos de Morella, ya en el límite con la provincia de Teruel. El clima es continental con suaves temperaturas en las noches de verano. 
Desde Castellón de la Plana se accede a esta localidad a través de la CV-151, tomando luego la CV-10 para acceder a la CV-132, posteriormente se toma la CV-14 para finalizar en la CV-118.

### Localidades limítrofes
Zorita del Maestrazgo, Morella y Forcall todas ellas en la provincia de Castellón.

## Historia
Fue durante la época medieval una de las aldeas de Morella, participando en los frecuentes conflictos que tuvieron en defensa de  sus derechos frente a dicha villa. En el siglo XIV es considerado como una calle de Morella. Conserva restos de una torre en la plaza mayor. Tenía unos 110 habitantes en 1511, unos 100 en 1646,  70 en 1735, 268 en 1850 y 249 en 1900 desde entonces ha descendido su población de modo progresivo.  
Durante las guerras carlistas tomó partido por el bando isabelino.

## Administración
| Periodo   | Nombre                 | Partido |
| --------- | ---------------------- | ------- |
| 2003-2007 | Juan Manuel Martí Royo | PP      |
| 2007-2011 | Juan Manuel Martí Royo | PP      |
| 2011-2015 | Juan Manuel Martí Royo | PP      |
| 2015-2019 | Lucía Martí Adell      | PP      |
| 2019-2023 | Lucía Martí Adell      | PP      |
| 2023-act. | Lucía Martí Adell      | PP      |

## Demografía
Palanques cuenta con una población de 34 habitantes (INE 2024).
| Gráfica de evolución demográfica de Palanques entre 1842 y 2021                                                     |
| |
| Población de derecho según los censos de población del INE Población de hecho según los censos de población del INE |

## Economía
Basada tradicionalmente en la agricultura de secano y la ganadería.

## Monumentos

### Monumentos religiosos

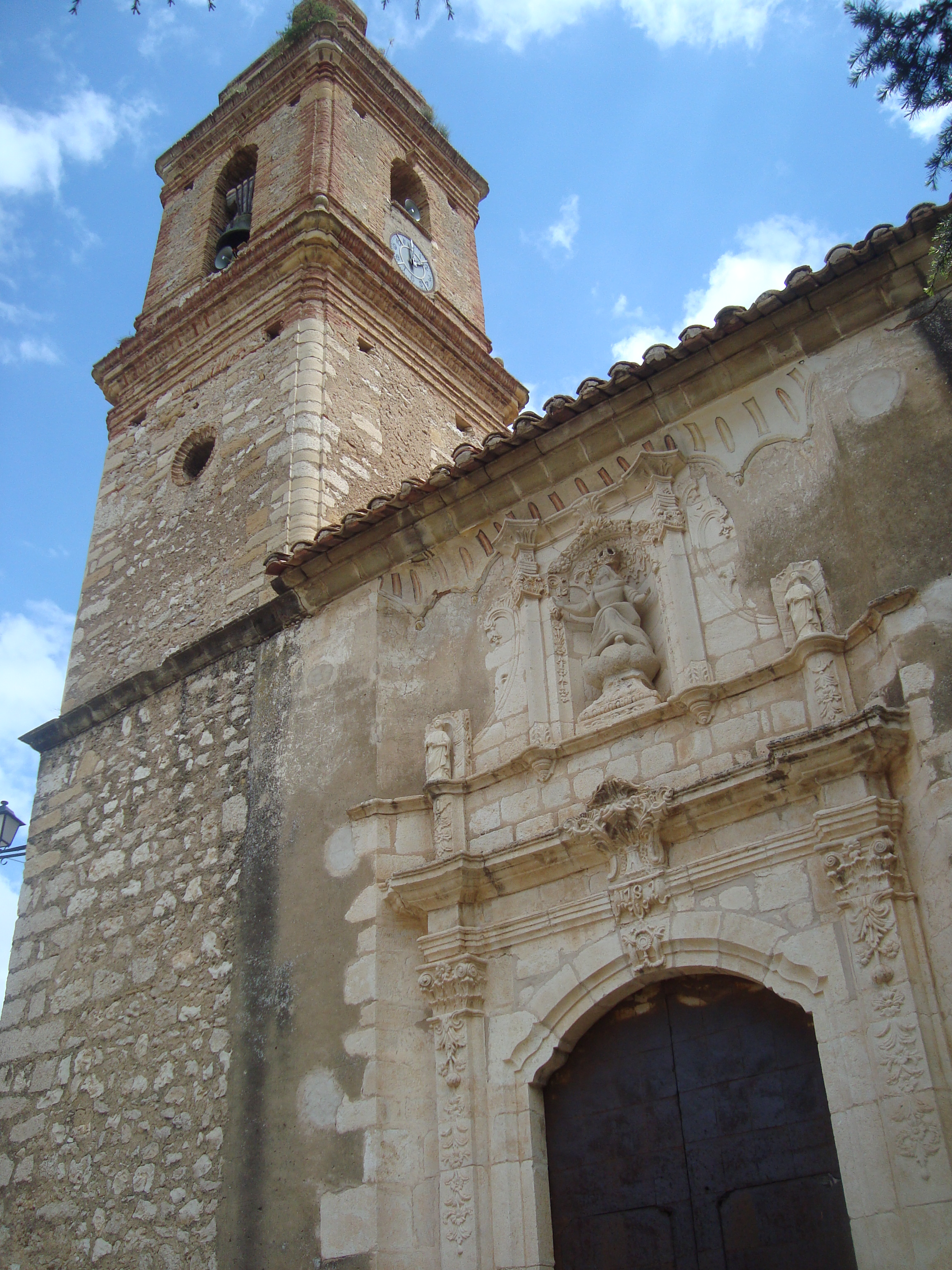
Fachada y campanario de la iglesia

- Iglesia Parroquial. Dedicada a la Asunción de la Virgen.

### Monumentos civiles
- Torre de Palanques. Torre árabe.
- Ayuntamiento. (siglo XVII)

## Lugares de interés
- El Cingle. Pinturas rupestres.
- Mirador del Bergantes.

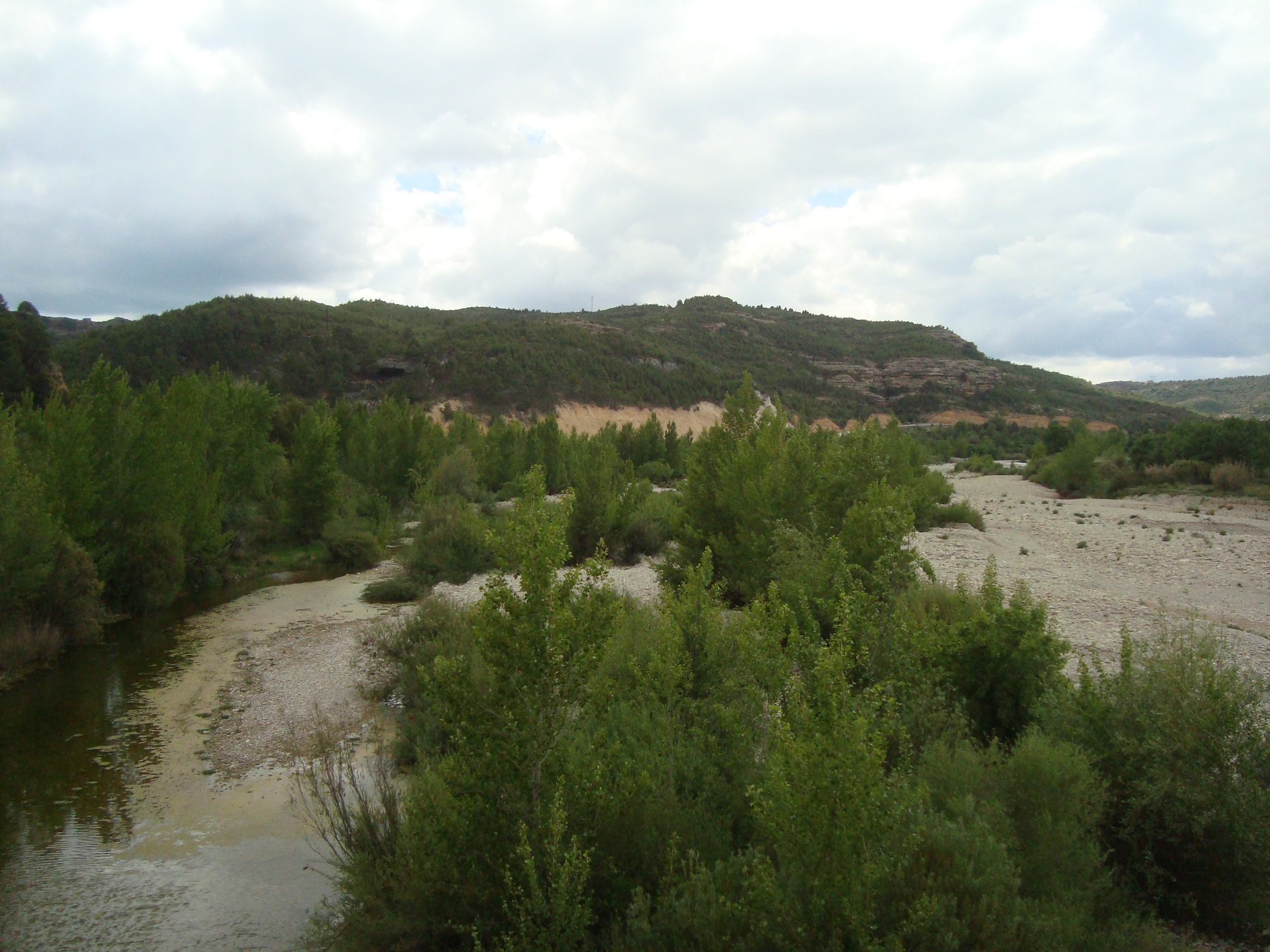
Río Bergantes a su paso por el término municipal de Palanques

- Mola de Palanques. Tiene 774 metros de altura.
- Río Bergantes. Riberas del río Bergantes, que atraviesa el término.
- Rocatallá.